# アジアリーグアイスホッケー2021-2022
アジアリーグアイスホッケージャパンカップ2021は2021年から2022年まで行われる予定だったアジアリーグアイスホッケー19回目のシーズンの代替大会として、2021年9月11日から2022年3月29日まで実施されたアイスホッケーのリーグ戦である。

## 概要
当初はCOVID-19の影響で防疫体制の観点から、アジア近隣諸国の出場する本来のリーグ戦の開催の9月開幕を断念・12月以後に行う前提で、前回の2020年度大会と同じく日本国内の5チームのみによる4回戦総当たりを、9－11月に開催する予定していたが、全世界的な蔓延が収まらず、防疫体制の強化が必要なことから最終的に12月以後の本来のアジアリーグとしての開催も断念し、大会期間も当初の2021年11月28日までのところを
2022年3月29日まで延長、4回総当たり（32試合）は変更しないものの、1シーズン制から、各2回ずつ総当たりの2シーズン制に変更して開催することになった。
しかし2022年1月に入ると新型コロナウイルスに感染する選手が相次いだ。特に、2022年1月15日、16日に行われた試合会場では、選手、観客多数が感染する大規模クラスターが発生。
中止される試合も生じた。

## 開催要項
- リーグ戦
  - 前期 2021年9月11日-11月28日
  - 後期 2021年12月4日-2022年3月6日
- プレーオフ 2022年3月10日-3月29日
- リーグ戦試合方式
  - 5チームがそれぞれ前後期2回ずつ・合計4回総当たり（1チーム前後期16試合ずつの32試合　全体で前後期40試合ずつの80試合）のリーグ戦をホーム・アンド・アウェー方式に準じて行う。
  - 正規の3ピリオド60分間で決着がつかなかった場合、サドンデス方式によるオーバータイムをフィールドプレーヤー3人ずつにより5分間を限度として行い、それでも決着がつかず引き分けとなった場合は、ペナルティーショット合戦で勝敗を決める。
  - 順位は勝率を参考として決定し、勝率が同じ場合は当該チーム間における

1. 直接対戦成績で勝ち星の多いチーム
2. 延長戦負けの少ないチーム
3. ペナルティーショット合戦負けが少ないチーム
4. ペナルティーショット合戦勝ちの少ないチーム
5. 60分勝ちの多いチーム
6. 総得点の上位
7. それでも同じ場合は成立全試合の総得点の上位
8. 得失点差の上位
9. ペナルティー時間の合計で少ないチームを参考として順位を確定させる。
※ただし、前後期とも各12試合ずつ以上の全体の試合消化が3／4以上を満たすことを条件とする。

- プレーオフ方式
  - 前期・後期それぞれの1位（ステージ優勝）となった2チームの対戦を基本として、最大5戦3勝制で開催する。
  - ただし、前後期同じチームが1位（ステージ優勝）となった場合は、

  1. 前後期1位チームはファイナルへシードし、前期と後期の2位チーム同士により、前期2位チームのホームリンクでの3戦2勝方式によるセミファイナルを実施し、その勝者がファイナルへ進出する。
  2. 前後期の1位・2位がいづれも同じ場合は、その2チームによる対戦のみとする。
※ホームゲームの比率は、基本形として後期1位側で先に2試合を行い、その後前期1位側で最大3試合を実施する。
ただし、前後期1位が同じで、2位が異なる場合のセミファイナルが実施される場合は、セミファイナルの勝者側で先に2試合→前後期1位側で最大3試合。
前後期1・2位が全く同じ場合は、2位側で先に2試合→1位側で最大3試合。
- 登録選手

1. 1チームにつき2名まで外国人枠の登録を認める。
2. 自国籍保有選手以外は外国人枠外登録とみなす。
3. 1チームの登録上限は40名までとする。
4. 追加登録締め切り2021年12月31日

## 出場チーム
以下の5チームである。
- レッドイーグルス北海道
- ひがし北海道クレインズ
- 東北フリーブレイズ
- H.C.栃木日光アイスバックス
- 横浜グリッツ

## 順位表
（2021年10月3日終了時点）
| 順位 | チーム                     | GP | W | OTW | SOW | SOL | OTL | L | Goals | Average |
| ---- | -------------------------- | -- | - | --- | --- | --- | --- | - | ----- | ------- |
| 1    | レッドイーグルス北海道     | 6  | 4 | 1   | 1   | 0   | 0   | 0 | 22:10 | 1.000   |
| 2    | 東北フリーブレイズ         | 4  | 2 | 0   | 0   | 1   | 1   | 0 | 18:11 | .500    |
| 3    | ひがし北海道クレインズ     | 4  | 2 | 0   | 0   | 0   | 0   | 2 | 16:12 | .500    |
| 4    | 横浜グリッツ               | 4  | 0 | 0   | 0   | 0   | 0   | 4 | 9:28  | .000    |
| 5    | H.C.栃木日光アイスバックス | 2  | 0 | 0   | 0   | 0   | 0   | 2 | 4:8   | .000    |

- GP:試合数、W:60分勝利、OTW:延長戦勝利、SOW:シュートアウト勝利、SOL:シュートアウト負け、OTL:延長戦負け、L:60分負け、Goals:総得点と総失点、Average:勝率

## 表彰

### 最優秀選手
| 部門       | 受賞者         | 所属               |
| 最優秀選手 | シモン・デニー | 東北フリーブレイズ |

### ベスト6
| 部門                   | 受賞者         | 所属                       |
| ベストプレイメイクFW   | 人里茂樹       | 東北フリーブレイズ         |
| ベストオフェンシブFW   | 古橋真来       | H.C.栃木日光アイスバックス |
| ベストディフェンシブFW | 中島彰吾       | レッドイーグルス北海道     |
| ベストオフェンシブDF   | シモン・デニー | 東北フリーブレイズ         |
| ベストディフェンシブDF | 橋本僚         | レッドイーグルス北海道     |
| ベストGK               | 橋本三千雄     | 日本製紙クレインズ         |

### 個人タイトル
| 部門           | 受賞者   | チーム                     | 成績 |
| 最多得点       | 田中遼   | 東北フリーブレイズ         | 18   |
| 最多アシスト   | 橋本僚   | レッドイーグルス北海道     | 34   |
| 最多ポイント   | 古橋真来 | H.C.栃木日光アイスバックス | 42   |
| 最優秀防御率GK | 成澤優太 | レッドイーグルス北海道     | 2.22 |

### その他
| 部門                         | 受賞者   | 所属               |
| ヤングガイ・オブ・ザ・イヤー | 生江太樹 | 東北フリーブレイズ |
| ベストレフリー               | 川口健司 | 北海道             |